# David de Paula
David de Paula Gallardo (Durango, Vizcaya, 3 de mayo de 1984), también conocido simplemente como De Paula, es un exfutbolista español que jugaba de extremo o centrocampista.
Formado en las categorías inferiores de la Cultural de Durango y del Athletic Club, llegó a jugar dos encuentros de la Copa Intertoto con el Athletic Club en julio de 2005. Tras desarrollar su carrera en cinco clubes de Segunda B, se marchó a Austria donde jugó más de cien encuentros con el Austria de Viena, incluyendo más de una decena de partidos en UEFA Europa League.

## Trayectoria
A diferencia de su primo Óscar de Paula, que regresó a la localidad pacense de Olivenza a corta edad, pasó toda su infancia y juventud en Durango. 
David se formó en las categorías inferiores de la Cultural de Durango. En el verano de 2002 se incorporó al equipo juvenil del Athletic Club, donde continuó su formación. En la campaña 2003-04 jugó en el CD Basconia, segundo filial del Athletic, donde logró nueve tantos en Tercera División. Para la temporada 2004-05 promocionó al Bilbao Athletic, donde consiguió seis tantos en su primera campaña.
El 2 de julio de 2005 debutó como jugador del Athletic Club en un encuentro de Intertoto frente al CFR Cluj.Una semana después fue titular en San Mamés en el partido de vuelta.Realizó el resto de la temporada con el filial rojiblanco, donde volvió a convertir seis goles. De cara a la temporada 2006-07 fue traspasado al Alicante CF de Segunda B, con el que firmó un contrato de tres campañas.Tras una temporada con pocos minutos, se marchó a la SD Lemona de la misma categoría.Su buena campaña en el club cementero le valió fichar por la SD Ponferradina, donde coincidió con su primo Óscar. En enero de 2009 fue cedido al Club de Fútbol Palencia de Tercera División.Después de lograr el ascenso con el club palentino, permaneció dos campañas más en Segunda B siendo titular indiscutible.
En julio de 2011 fichó por la UD Logroñés de Segunda B.Con el equipo riojano anotó 11 dianas y llamó la atención del técnico Nenad Bjelica, que le convenció para fichar por el Wolfsberger AC de la Bundesliga Autriaca.En enero de 2014 firmó por el FK Austria Viena de la Bundesliga Austriaca, que había contratado a Bjelica en el verano de 2013. En el equipo morado se desempeñó como centrocampista e, incluso, como lateral derecho. Además, participó en dos ediciones de Liga Europa de la UEFA.
Después de haber disputado más de cien encuentros en el club austriaco, regresó cerca de casa para jugar en las filas del Barakaldo CF.

## Clubes
| Club                    | País    | Año       |
| ----------------------- | ------- | --------- |
| Cultural de Durango     | España  | 2001-2002 |
| Athletic Club Juvenil   | España  | 2002-2003 |
| Club Deportivo Basconia | España  | 2003-2004 |
| Bilbao Athletic         | España  | 2004-2006 |
| Alicante Club de Fútbol | España  | 2006-2007 |
| SD Lemona               | España  | 2007-2008 |
| SD Ponferradina         | España  | 2008-2009 |
| Club de Fútbol Palencia | España  | 2009-2011 |
| UD Logroñés             | España  | 2011-2012 |
| Wolfsberger AC          | Austria | 2012-2014 |
| FK Austria Viena        | Austria | 2014-2018 |
| Barakaldo CF            | España  | 2018-2019 |

## Palmarés

### Campeonatos nacionales
| Título           | Club        | País   | Año  |
| ---------------- | ----------- | ------ | ---- |
| Tercera División | CF Palencia | España | 2009 |

## Vida personal
Es primo del exfutbolista de la Real Sociedad, Óscar de Paula.